# Estent (dispositivo)

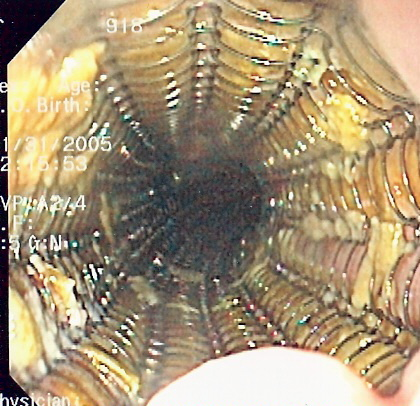
Endoscopía de un estent metálico expansible, en el esófago, usado paliativamente para tratar el cáncer esofágico.

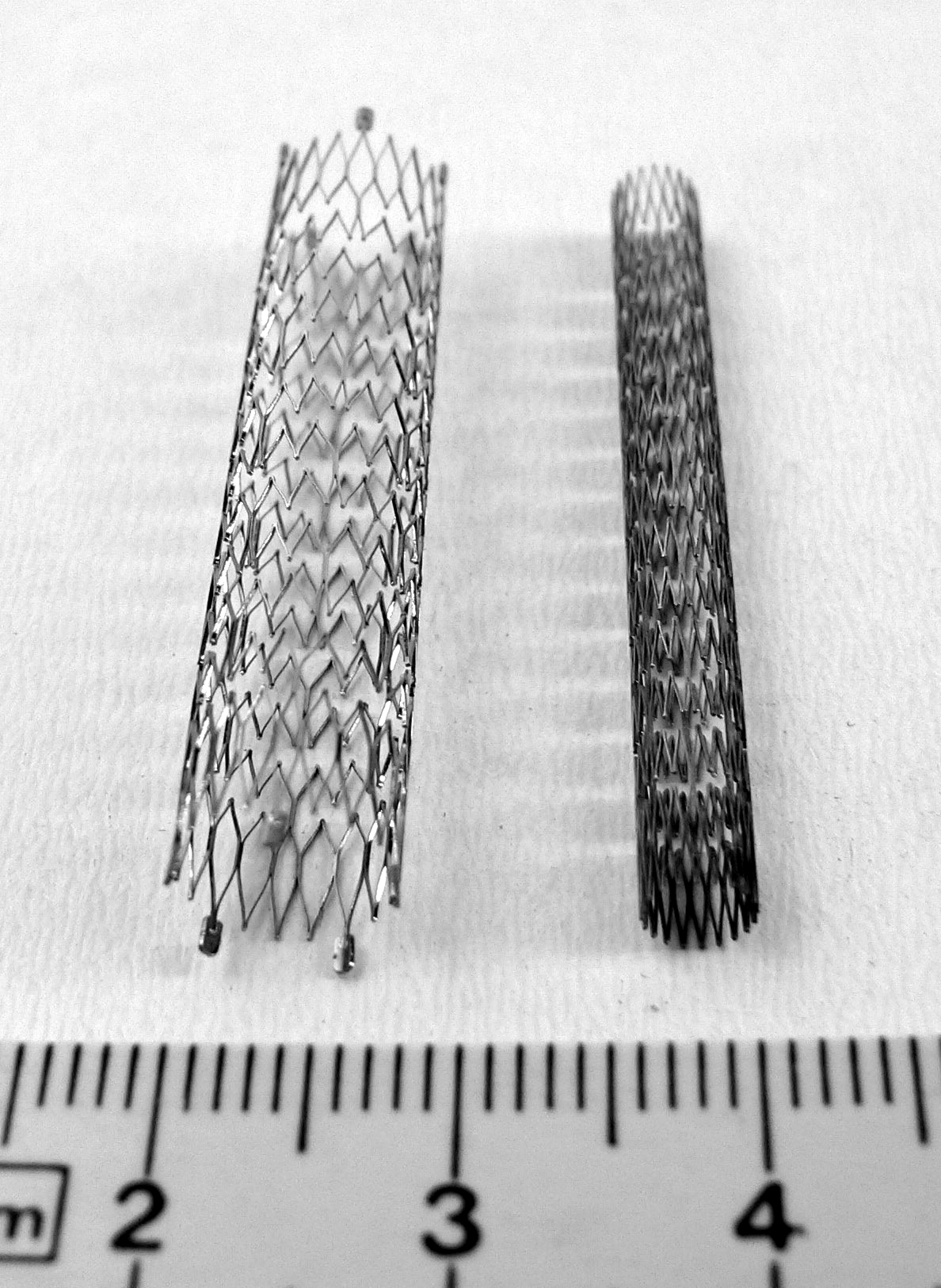
Ejemplos de estent para vasos periféricos.

El estent o stent, llamado también wallstent en países de habla inglesa, es una malla extensible que se utiliza para abrir arterias, venas y otros conductos de cuerpo (por ejemplo la uretra) que han sido previamente tapadas u obstruidas.

## Etimología
El término es un epónimo derivado del apellido de Charles Thomas Stent (1807-1885), quien en 1856 patentó un material termoplástico para realizar impresiones dentarias, conocida como «pasta de Stent». Durante la Primera Guerra Mundial, el cirujano alemán J. F. Esser utilizó la pasta de Stent para fijar injertos de piel en soldados con quemaduras y como soporte para prótesis orales y faciales. Posteriormente, el doctor Charles Dotter (1920-1985) ―considerado el padre de la radiología intervencionista― empleó el término «stent» cuando experimentaba con perros y les implantaba espirales de metal en la arteria poplítea. En 1968, Dotter ―siendo jefe del Departamento de Radiología en la Universidad de Oregón― introdujo por primera vez la angioplastia transluminar con catéteres coaxiales.
Con el tiempo el término se siguió usando, por extensión, para designar todo dispositivo de material apropiado utilizado para dar soporte a las estructuras tubulares.

## Sinónimos
En español no existe una traducción exacta, algunos proponían la de «endoprótesis», aunque otros expertos consideran que al ser el estent una estructura que no reemplaza, sino que refuerza o sostiene, no se puede considerar una prótesis, por lo cual otros lo denominaron en español «cánula implantable», «férula implantable» o «implante endoluminal», pero el uso más extendido en la literatura científica en idioma español sigue siendo el anglicismo.
En 2012, la Real Academia Española españolizó el término y lo incluyó en la vigesimotercera edición del Diccionario de la lengua española, proponiendo su definición como: ‘Prótesis intravascular que sirve para mantener abierto un vaso previamente estenosado’.
Antes de 2012 se utilizaba la palabra stent, que es un anglicismo médico.

## Historia
Los primeros estents se desarrollaron para uso intravascular como complementación de la angioplastia y fueron uno de los mayores avances en la medicina cardiovascular del siglo XX.
Continuando los trabajos (1964) del Dr. Dotter ―que usó experimentalmente los primeros estents cardiovasculares en perros―, en 1985, el médico argentino Julio Palmaz y el Dr. Richard Schatz crearon un estent expansible montado en el catéter utilizado para la angioplastia en arterias periféricas y que se suele llamar estent de Palmaz-Schatz.
En 1986, Jacques Puel (en Francia) y Ulrich Sigwart (en Suiza) colocaron el primer estent coronario en un ser humano.
En Estados Unidos, la FDA aprobó el estent para uso periférico en 1990 y para las coronarias en 1993.
En los años noventa se introdujo la colocación de estent en la arteria carótida como alternativa a la endarterectomía.
El primer estent recubierto con medicamento fue aprobado por la FDA en el 2003.
El primer stent coronario de la historia con medicación fue experimental, no se comercializó, y fue colocado con permiso gubernamental y con éxito desde Argentina por el cardiólogo intervencionista Luis M. De la Fuente el 2 de febrero de 1999, en la clínica Suizo Argentina por la mañana y por la tarde en el Instituto Argentino de Diagnóstico y Tratamiento.[cita requerida]

## Tipos

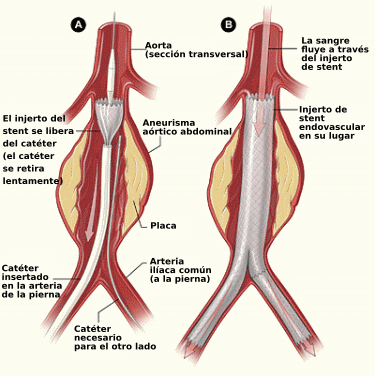
Ejemplo de un estent diseñado para reparar un aneurisma.

Los estents pueden ser permanentes o temporales y se pueden clasificar según el órgano o conducto en que se implantan. Son metálicos o plásticos (e incluso se están usando materiales biodegradables), en malla o en espiral (la mayoría), y están recubiertos o no con medicamentos.
Originalmente y para su uso intravascular eran cilindros de malla metálica expansibles; posteriormente se desarrollaron para el uso en arterias coronarias estents recubiertos con agentes o medicamentos con capacidad antiproliferativa e inmunosupresora que son liberados en forma progresiva con el fin de prevenir la reestenosis de la arteria donde han sido colocados, denominados por eso estents medicados o recubiertos (stent graft). Los medicamentos antiproliferativos usados fueron inicialmente Actinomicina, Rapamicina (Sirolimus) y Paclitaxel en los estents recubiertos de primera generación, y el zotarolimus o el everolimus en el caso de los estents de última generación que han sustituido en la práctica a los primeros.
Para uso en otras estructuras anatómicas, como los conductos biliares, además de los metálicos similares a los de uso intravascular a veces recubiertos con poliuretano, se fabrican de material inerte no metálico o plástico
Para uso traqueobronquial los hay fabricados de silicona o de metal, pudiendo combinarse o bien emplearse otro tipo de material para fabricar modelos híbridos.

## Usos
Las técnicas modernas, menos invasivas que las quirúrgicas tradicionales, mediante endoscopia, radiología intervencionista y cateterismo, permiten colocar estos dispositivos en estructuras tubulares o conductos anatómicos como vasos: arterias coronarias, en aorta y en arterias carótidas o en arteria femoral, así como en vías urinarias, conductos biliares, esófago, tráquea o bronquios y colon, entre otros; pero lo más común y frecuente es el uso intravascular coronario complementario a la angioplastia que llegó a reemplazar en la mayoría de casos la revascularización mediante puentes o Bypass, y en algunos reportes o revisiones del tema en Estados Unidos se menciona que más del 90% de los procedimientos en arterias coronarias incluyen la implantación de estents.